# Staubern
Le Staubern (ou Stauberenkanzell, Staubernkanzell) est une montagne de 1 860 m d'altitude en Suisse. Il sert de frontière aux cantons de Saint-Gall et Appenzell Rhodes-Intérieures.

## Géographie
Le Staubern est situé dans les Préalpes appenzelloises et domine le Hoher Kasten, au nord.
Le sommet permet de voir tout l'Alpstein, le Säntis et la vallée de Sämtis à l'ouest, une grande partie du canton d'Appenzell Rhodes-Intérieures à l'est, la vallée du Rhin jusqu'au-delà du lac de Constance au nord. À l'est, l'extrémité occidentale du Vorarlberg et le Liechtenstein sont intégralement visibles jusqu'aux montagnes du Rätikon.
Ainsi, quatre pays sont visibles : l'Allemagne, l'Autriche, le Liechtenstein et la Suisse.

## Accès
- Un téléphérique et plusieurs sentiers au départ de Frümsen, à l'est, permettent d'accéder au refuge, à moins de 100 m de dénivelé du sommet.
- Un sentier relie le Staubern au Hoher Kasten, lui-même accessible par un téléphérique ou par un sentier, au départ de Brülisau, au nord-ouest, ou par un sentier au départ de Rüthi.
- Selon le point de départ, il faut compter 2 h 30 à 4 h 30 à pieds pour atteindre le sommet en partant depuis une des deux vallées.
- La partie finale entre le refuge et le sommet reste assez difficile, classée chemin alpin, avec des échelles et des câbles métalliques (parfois abimés par des chutes de pierres) ancrés dans la roche.